# Alejandro Corona (músico)
Alejandro Corona (26 de agosto de 1954) es un pianista y compositor mexicano.

## Biografía
Nació en la Ciudad de México el 26 de agosto de 1954. Se graduó con honores en el Conservatorio Nacional de Música de México en 1977. De 1979 a 1981 realizó estudios de posgrado en la Musikhochschule de Friburgo, Alemania. Fue profesor de tiempo completo de 1982 hasta 2012 en la Facultad de Música de la Universidad Veracruzana en la ciudad de Xalapa, Veracruz.

## Actividad Profesional
Su actividad Profesional es muy diversa, ha tenido presentaciones como compositor, solista, miembro de agrupaciones de cámara y grupos de jazz en México y el extranjero principalmente en Alemania, Suiza, Polonia y Estados Unidos.
También ha sido galardonado en concursos nacionales e internacionales de piano, obteniendo una gran cantidad de reconocimientos de instituciones académicas y artísticas.

## Principales Maestros
Sus principales maestros han sido: su padre Reynaldo Corona, Néstor Castañeda León, Consuelo Rodríguez Prampolini, Huberto Hernández Medrano, José Luis Arcaraz y Edith Picht-Axenfeld.

## Obras
Op.1
8 Piezas para Piano
- Tema de Adrián
- Ilusión
- Corre
- Padre
- Sueño
- Canción de Cuna
- Flor
- Marcha Fúnebre

Op.2
8 Piezas para Piano
- Adiós, Me voy
- Perdón
- Mercurio
- Pudo ser
- Años de Oro
- Domingo
- Relato
- Amigos

## Grabaciones
Ha grabado más de 50 con música de diferentes géneros: clásica, jazz, boleros, entre los que destacan la vasta obra de Mario Ruiz Armengol casi en su totalidad, de quien ha sido su principal promotor y difusor por más de tres décadas.